# Nitrobenzen
Nitrobenzen – organiczny związek chemiczny, najprostszy aromatyczny związek nitrowy, pochodna benzenu. Stosowany do produkcji aniliny.

## Właściwości
Produktami spalania są dwutlenek węgla, woda i tlenki azotu. Jest substancją trującą, drażniącą, powoduje zahamowanie funkcji hemoglobiny krwi (methemoglobinemię) z niedotlenieniem mózgu, serca i innych narządów. Może działać uczulająco.